# 축열

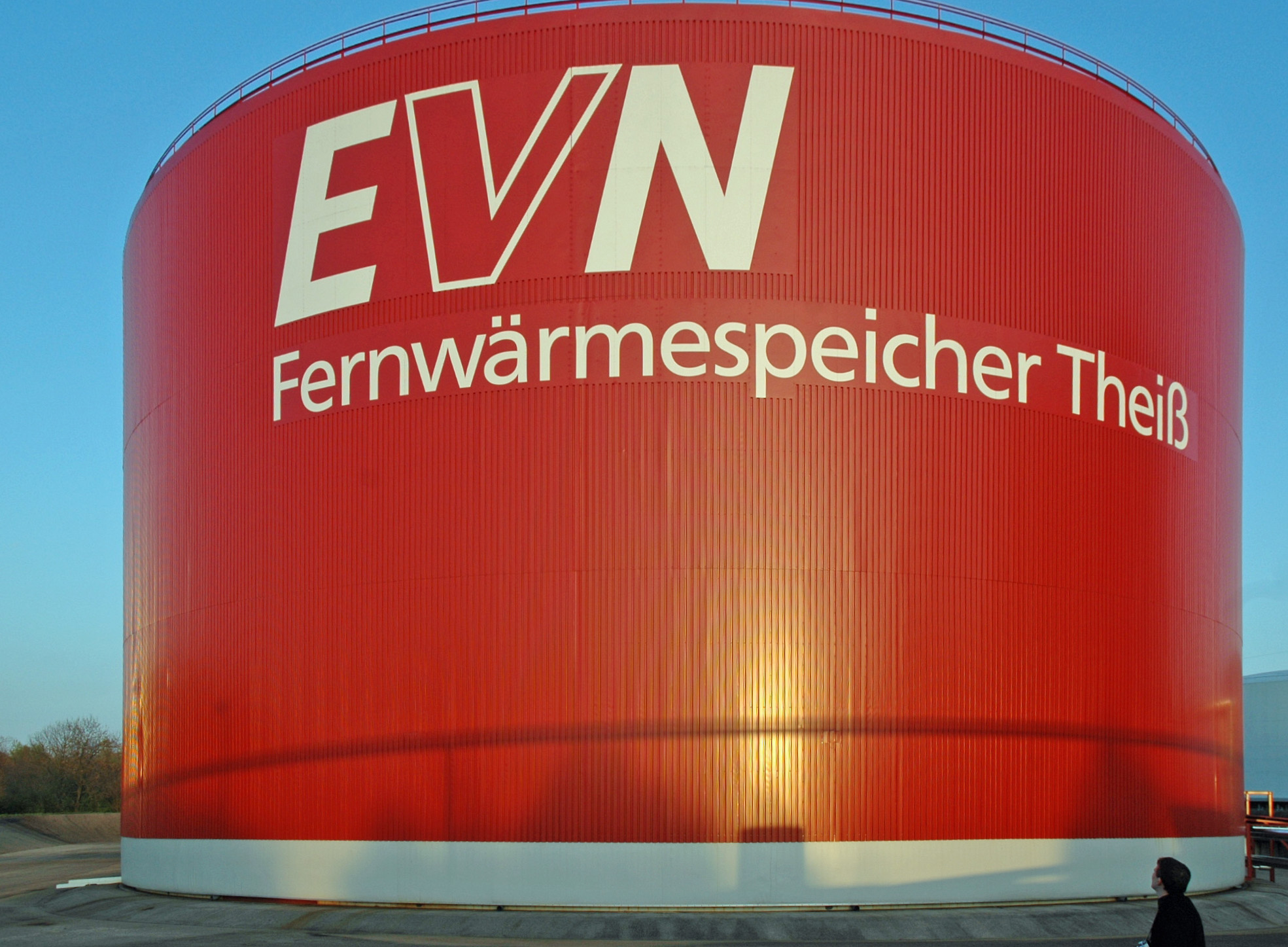
니더외스터라이히주의 크렘스안데어도나우 근처 테이스(Theiss)의 지역 난방 축적 타워(열 용량 2GWh)

축열(蓄熱) 또는 열에너지 저장(Thermal energy storage, TES)은 나중에 재사용하기 위해 열에너지를 저장하는 것이다. 다양한 기술을 사용하여 잉여 열에너지를 몇 시간, 며칠 또는 몇 달 동안 저장할 수 있다. 저장 및 사용 규모는 소규모에서 대규모까지, 즉 개별 프로세스에서 지역, 도시 또는 지역에 이르기까지 다양하다. 사용 사례로는 낮과 밤 사이의 에너지 수요 균형, 겨울 난방을 위한 여름 열 저장 또는 여름 냉방을 위한 겨울 추위(계절 열 에너지 저장) 등이 있다. 저장 매체에는 물 또는 얼음 진창 탱크, 시추공을 통해 열 교환기로 접근되는 천연 흙 덩어리 또는 기반암, 불침투성 지층 사이에 포함된 깊은 대수층, 자갈과 물로 채워지고 상단이 단열되어 있는 얕은 구덩이, 공융 용액 및 상변화 물질이 포함된다.
저장을 위한 다른 열 에너지원으로는 피크 저감이라는 관행인 오프 피크, 저비용 전력에서 열펌프로 생성된 열 또는 냉기, 열병합발전소(CHP) 발전소의 열, 그리드 수요를 초과하는 재생 가능한 전기 에너지로 생산된 열과 산업 공정에서 발생하는 폐열이 포함된다. 계절적 및 단기적 열 저장은 가변 재생 가능 전기 생산의 높은 점유율과 거의 또는 100% 재생 가능 에너지로 공급되는 에너지 시스템의 전기 및 난방 부문 통합의 균형을 저렴하게 유지하는 중요한 수단으로 간주된다.

## 같이 보기
- 지역 난방
- 공융계
- 지열 에너지
- 지열 발전
- 열용량